# Appy Pie
Appy Pie é um criador de aplicativos e jogos para dispositivos móveis lançado para plataformas Android, iOS, Fire OS, e Windows Phone, que permite aos usuários criar e gerar receita por monetização com diferentes tipos de aplicativos para dispositivos móveis. Também possui sua própria loja (marketplace) para exibir aplicativos criados através de sua plataforma. A Appy Pie lançou a versão beta do seu serviço de criação de aplicativos para dispositivos móveis WYSIWYG (ferramenta de desenvolvimento que permite visualizar, em tempo real, como será o aplicativo antes de instalar) em 14 de abril de 2015. Dirigido pela Global tech.

## Resumo
Appy Pie é um programa que permite às pessoas criar e monetizar aplicativos. De acordo com seus criadores, a plataforma Criadora de Aplicativos foi projetada para ser facilmente acessível a pessoas sem experiência. Está disponível nas plataformas iOS, Android, Windows Phone, e Fire OS.
Em maio, a fabricante de aplicativos lançou um programa de revenda Appy Pie, que permite que as pessoas criem aplicativos de white label. Mais tarde, a criação de aplicativos começou a ter suporte a mais tipos de aplicativos, incluindo funcionalidade de compartilhamento de imagens, plataforma de eventos e redes sociais. Em fevereiro de 2017, a Appy Pie adicionou recursos de realidade aumentada (AR, Realidade Aumentada) e realidade virtual. Esses recursos incluem reconhecimento e rastreamento de imagens, além de um visualizador de vídeo panorâmico e 360º. Esse recurso tem sido usado para várias funções, como informações nutricionais para restaurantes, passagens bíblicas em igrejas e pré-visualizações de casas feitas por corretores de imóveis. Em julho de 2017, a Appy Pie adicionou o "App Planilhas", um recurso que permite aos usuários "vincular todos os seus Spreadsheets e formulários do Google em um aplicativo para edição em tempo real".” Em agosto de 2017, a Appy Pie lançou ainda mais recursos como Acomodação (para resevas de quartos), Imobiliária (para adição de imóveis para venda ou aluguel) e Eventos Personalizados como parte da plataforma. Em Junho de 2019, o novo criador de chatbot foi adicionado como função na Appy Pie.

## História
A Appy Pie foi fundada por Abhinav Girdhar. Ele fez a plataforma para criação de aplicativos devido a solicitações de clientes para desenvolvimento de aplicativos de baixo custo. A partir de agosto de 2017, a empresa possui três escritórios principais em Virgínia (Estados Unidos), Londres (Reino Unido) e Nova Deli (Índia), além de aproximadamente 235 funcionários. Em agosto de 2017, uma nova regra no iTunes pareceu banir os aplicativos sem programação da loja. Girdhar manteve a sua posição e argumentou que isso prejudicaria a capacidade das pequenas empresas de criar aplicativos.

## Recepção
Um artigo do Los Angeles Times de 2014 cita a concorrente Alexandra Keating dizendo que a Appy Pie e outros aplicativos móveis semelhantes "não tinham elegância" Para o jornal India Times, ele foi selecionado como um exemplo de um programa que ajuda a criar seus próprios aplicativos.
Johna Revesencio, do The Huffington Post, recomendou a Appy Pie para pessoas que não têm habilidades com programação e querem desenvolver um aplicativo. O empresário AJ Agrawal nomeou aAppy Pie como sua ferramenta de software não-técnica favorita de 2015. A escritora da Macworld, Sarah Jacobsson Purewal, incluiu a Appy Pie em um artigo que abordou ferramentas de criação de aplicativos “DIY”. Ela observou que era simples e fácil de usar para os novatos. Ela acrescentou, no entanto, que sua simplicidade pode levar a conceitos de design menos criativos e mais limitados O editor do GamesBeat, Jeff Grubb, observou que, embora a ferramenta de Construção de Jogos da Appy Pie fosse mais complexa do que o jogo Code.org, que ensina as pessoas a programar um clone do Flappy Bird, o resultado final é o mesmo. Em um artigo para o "Los Angeles Times", escrito por Paresh Dave, o fundador do programa de criação de aplicativos DWNLD (fabricante de aplicativos concorrente) observou que a simplicidade excessiva de ferramentas como a Appy Pie o levou a criar a sua aplicação. A escritora Paula Mooney criticou o aplicativo por anunciar que sua função criadora de jogos é gratuita, mas apenas para funções muito limitadas. De acordo com David Ramei da ADT Mag, a empresa de pesquisa "Clutch" classificou a Appy Pie entre as principais "ferramentas de codificação de aplicativos DIY". Mais tarde, Ramei observou que o nome Appy Pie "pode não ser muito respeitado na comunidade tradicional de desenvolvimento ... mas a empresa está progresso constante nesses negócios. Em um ranking dos melhores programas de criação de aplicativos, a Appy Pie foi vice-campeã. A autora Sara Angeles observou suas funções de conectividade e aplicativos de negócios. A equipe do Business.com fez uma análise positiva, elogiando-a pela sua interface limpa e facilidade de uso. Empreendedor e escritor Murray Newlands chamou a Appy Pie de um dos melhores criadores de aplicativos móveis simples.